# Tiffany Mason
Tiffany Mason (née Keesha Mashawn Christenson le 20 janvier 1982 à Phoenix, Arizona) est une actrice de films pornographiques américaine (2000-2005).

## Récompenses et nominations
| Année | Cérémonie  | Résultat   | Prix             |
| ----- | ---------- | ---------- | ---------------- |
| 2001  | AVN Award  | Nomination | Best New Starlet |
| 2001  | XRCO Award | Nomination | Cream Dream      |

## Filmographie sélective
- 2000 : No Man's Land Interracial Edition 3
- 2001 : Pussyman's Decadent Divas 16
- 2002 : Pussyman's Decadent Divas 17
- 2003 : Where the Boys Aren't 16
- 2004 : Where the Boys Aren't 17
- 2008 : No Man's Land Coffee and Cream 2